# Anywhere but Here (álbum de Chris Cagle)
Anywhere but Here es el tercer álbum de estudio del cantante estadounidense Chris Cagle, lanzado en 2005 por el sello Capitol Records Nashville. El disco tuvo tres sencillos: «Miss Me Baby», «Wal-Mart Parking Lot» y el tema homónimo del álbum, que era un éxito menor de Brice Long, un año antes de la publicación de la versión de Cagle. Además contiene una versión del sencillo de la banda de rock Bon Jovi, «Wanted Dead or Alive». Fue publicado con el sistema de protección de Copy Control en algunas regiones.

## Lista de canciones
| N.º | Título                             | Escritor(es)                          | Duración |  |
| 1.  | «You Might Want to Think About It» | Brett James, Tom Shapiro, Troy Verges | 3:30     |  |
| 2.  | «Wal-Mart Parking Lot»             | James                                 | 4:22     |  |
| 3.  | «Miss Me Baby»                     | Chris Cagle, Monty Powell             | 3:54     |  |
| 4.  | «Maria»                            | Cagle, Powell                         | 4:42     |  |
| 5.  | «Anywhere but Here»                | D. Vincent Williams, Wendell Mobley   | 4:03     |  |
| 6.  | «You Still Do That to Me»          | Cagle, Powell                         | 4:16     |  |
| 7.  | «Hey Y'all»                        | Cagle, Powell                         | 3:54     |  |
| 8.  | «I Was Made for You»               | James, Hillary Lindsey                | 4:24     |  |
| 9.  | «Wanted Dead or Alive»             | Jon Bon Jovi, Richie Sambora          | 5:01     |  |
| 10. | «When I Get There»                 | Monty Criswell, Wade Kirby            | 4:11     |  |
| 11. | «I'd Find You»                     | John Goodwin, Bobby Terry             | 3:31     |  |

## Posicionamiento en listas

### Álbum
| Lista (2005)                        | Mejor posición |
| ----------------------------------- | -------------- |
| EE. UU Billboard Top Country Albums | 4              |
| EE. UU Billboard 200                | 24             |

### Sencillos
| Año                                              | Sencillo               | Posición          | Posición          | Posición |
| Año                                              | Sencillo               | Hot Country Songs | Billboard Hot 100 | Pop 100  |
| ------------------------------------------------ | ---------------------- | ----------------- | ----------------- | -------- |
| 2005                                             | «Miss Me Baby»         | 12                | 67                | 100      |
| 2006                                             | «Wal-Mart Parking Lot» | 42                | —                 | —        |
| 2006                                             | «Anywhere but Here»    | 52                | —                 | —        |
| "—" denota que no se posicionó en ninguna lista. |                        |                   |                   |          |